# プラスティック・メモリーズ
『プラスティック・メモリーズ』（Plastic Memories）は、動画工房制作による日本のテレビアニメ作品。2015年4月から6月まで放送された。通称は「プラメモ」。

## 概要
MAGES.所属のシナリオライターである林直孝によるオリジナルアニメ作品。アニプレックスのプロデューサーより直々にアニメ作品製作の指名を受け、もともと連作短編小説用に用意しながら10年ほど寝かせていたというアイデアを元にしている。タイトルは「無機質、すなわちデジタルな想い出」をイメージしている。
監督は藤原佳幸、アニメーション制作は動画工房が担当。またキャラクター原案はokiura、キャラクターデザインは中島千明、音楽は横山克がそれぞれ担当する。
コミカライズやノベライズも展開され、後にアニメの展開を発展させたゲーム版を発売（下記参照）

## ストーリー
アンドロイドが実用化された近未来。大学受験に失敗した水柿ツカサは親のコネでアンドロイド「ギフティア」を製造・管理する世界的大企業「SAI社」に就職する。ツカサは「ギフティア」の寿命である、81,920時間(約9年4か月)を迎える寸前のギフティアを回収する部署「ターミナルサービス課」に配属される。そして彼には感情をめったに出さないクールなギフティア「アイラ」がパートナーとして組まれた。ふたりは仕事を通してお互いを思いやるようになるが、実はアイラ自身も寿命が迫っていたのだった。
たった一度きりの時間から紡がれる「心と記憶」の恋愛の物語。

## 登場人物

### 主要人物
水柿 ツカサ（みずがき ツカサ）
声 - 内匠靖明
本作の主人公。18歳の少年。大学受験の日に虫垂炎にかかり試験を受けられず進学に失敗してしまったが、親のコネでSAI社に就職する。入社初日はそのことは他の社員には告げられていなかったため、周囲からは戸惑いの声が出た。SAI社のターミナルサービス課に所属するまで、ギフティアの存在について知らなかったため、当初は人間との違いのなさに驚いていた。
ひ弱でヘラヘラしているように見受けられるが実直な性格。第6話でアイラの寿命が残り1000時間と聞かされても、最後まで彼女とペアで居続けると宣言した。
第13話では、課の同僚や先輩の計らいもありアイラと最後に遊園地でのひとときを過ごし、悲しみながらも彼女の望み通りに機能停止の措置を行った。
9か月間の研修で第一ターミナルサービスを離れた後、再び第一に戻る。新パートナーに関してはアイラを連想させる少女型の可能性が高いことを示唆する描写で終わっている。
アイラ
声 - 雨宮天
本作のヒロイン。ツカサのパートナーで、少女型のギフティア。ギフティアの機体番号は7940、SAI社の社員番号602300。
趣味はハーブの栽培とハーブティ作り。
感情表現が苦手で無愛想な印象を与え、話し方も堅苦しい。かつてカヅキとペアを組んでいた際には「ギフティアのオーナーの心のケアも徹底する」という現在の第1ターミナルサービスの業務方針を作り上げた立役者でもあったが、ミチルの父代わりのギフティアを巡る事件を境に現場を離れた。それまでは喜怒哀楽がハッキリした性格だったが、その事件から無表情で物静かな性格に変わり、現在に至っている。
寿命はアニメ序盤の時点であと2000時間程度、第6話の時点では1000時間まで減っており身体能力も低下している。当初は不器用でドジばかりが目立ったが、ツカサとの出会いをきっかけに少しずつ感情を取り戻し彼に対し特別な想いを抱く。
発言の語尾に「○○なので」を多用したり、ツカサとの会話で機嫌が悪くなると「エラー、よく聞き取れませんでした」と言ったりする癖がある。
実は19年前に最初に作られたプロトタイプ、5体作られたファーストロットの1体。他のファーストロットは広告業務、テスト業務に就くがアイラは感受性が強すぎるため、もしものためのバックアップとして10年間ハイバネードモードによって眠っていた。目覚めて行動できたのは2週間ほど。その後、伍堂シンヤによって目覚めさせられターミナルサービスに就く。
ツカサがアイラの寿命を知った後も逃げずにアイラと向き合おうとした際には感謝しつつも、いずれ消えてしまう自分のことでツカサを縛ってしまうことを懸念し故意に距離をとろうとしていた。しかし、それでもアイラと共に居ようとするツカサに本音を吐露、最後までずっと一緒にいたいと本心を語り、めでたくツカサと恋人同士になる。
期限最後の1日はツカサと遊園地で終日過ごし、閉園間際の観覧車に二人で乗り、観覧車が周りきる前に機能停止措置をしてもらうことを頼みツカサの手で眠りについた。最期を迎える前にツカサだけでなくターミナル課のメンバー達にも感謝の手紙を残していった。
絹島 ミチル（きぬしま ミチル）
声 - 赤﨑千夏
ツカサの先輩にして教育係となる社員。17歳の少女。彼よりも年下である。ツカサに何かと厳しくあたるが世話好きな一面も覗かせる。
3年前まで両親代わりのギフティアに育てられていたアンドロイド・チルドレンであり、当時はカヅキたちによる父親の回収を拒んで逃走したという過去をもつ。最終的に父親はワンダラーとなり民間警備会社アール・セキュリティ社の隊員たちと戦闘となる。その際に戦闘に巻き込まれたミチルも襲撃し、ミチルをかばった桑乃実カヅキの右足を切断した末に破壊された。これ以降ミチルは同社を蛇蝎のように嫌っており、回収を担当したカヅキに憧れてSAI社に入社した。「これだから素人は」が口癖。
ザック
声 - 矢作紗友里
ミチルのパートナーで、少年の容姿をしたギフティア。
表向きは純真無垢な少年に見えるが、毒のある一面もある。
桑乃実 カヅキ（くわのみ カヅキ）
声 - 豊口めぐみ
ツカサの上司の女性。コワモテな性格でツカサに対しては「アイラに何かあれば承知しない」と釘を刺す。
かつてはアイラとペアを組んでおり、ミチルの父代わりのギフティアを回収する担当者だった。だが、その一件でワンダラーと化したギフティアに襲われて右足切断の大怪我を負い、義足を移植している。その事件以降はアイラとのペアを解消している。同時期にアイラにならい「ギフティアのオーナーの心のケアも徹底する」という、現在の第1ターミナルサービスにおける業務方針を確立させた。
コンスタンス
声 - 日野聡
カヅキのパートナーで、生真面目な性格の青年型のギフティア。手品が特技。窓際部署という事情もあってかキツイ性格の社員が多い部署内において唯一の良心ともいえる存在で、アイラとの接し方や仕事の進め方で悩むツカサに親切にアドバイスする。
縹 ヤスタカ（はなだ ヤスタカ）
声 - 津田健次郎
ツカサの先輩となる男性社員で10年以上勤務する古株。
不真面目そうな性格で、カヅキやシェリーなどからは強く当たられている。部長のシンヤとは旧知の間柄。
シェリー
声 - 愛美
ヤスタカのパートナーで、キャリアウーマン型のギフティア。ナンパなヤスタカに付き合ううちに覗き行為に対する警戒心が鋭くなり、人間では捉えられない遠方からの覗きも見逃さない。演歌が趣味。
山野辺 タカオ（やまのべ タカオ）
声 - 飛田展男
ターミナルサービス課の課長。元々は営業畑の人間で、現場経験はない。恐妻家で、娘との関係にも悩んでいる。本社からは第1ターミナルサービスの経費削減を命じられているため「ギフティアのオーナーの心のケアも徹底する」という業務方針を掲げる第1ターミナルサービスとの間で板挟み状態にある。本社に呼ばれる度に胃の痛い思いをしているが、きめ細やかなサービスの実現にはそれ相応の費用がかかることをしっかり主張するなど本社のいいなりというわけではなく現場の声もきちんと届けている。会議などではシンヤから経費削減の結果次第では解雇も辞さない口調で追及されていたが、ツカサの9か月間の研修後もそれまで通り課長を務めている。
土器 レン（かわらけ レン）
声 - 拝真之介
ターミナルサービス課の事務員。主にスタッフのスケジューリングを担当する。スポーツ好きの少し暑苦しい人物。
海松 エル（みる エル）
声 - 上坂すみれ
ギフティアのメンテナンス係の女性。スタイルがよく胸部を強調させた服装が多い。
人の名前を呼ぶ際に、名前の後ろに「っち」と付けて呼ぶ習慣がある。
気にいった者へ過剰なスキンシップを取ったりするなど特殊な性癖がある。

### その他の人物
鉄黒 ミキジロウ（てつぐろ ミキジロウ）
声 - 星野充昭
ギフティアのメンテナンス係の中年男性。エルには師匠、他の人からは主にオヤジさんと呼ばれている。職人肌で無骨な喋り方だが、耐用年数切れが迫り不具合が生じ始めているアイラを気遣うなど思いやりを見せる一面もある。また、演歌を嗜み、アイラのお別れ会ではシェリーと共に熱唱する姿を見せた。
アンディ
声 - 小松未可子
第三ターミナルサービス課所属のギフティアで巨乳の美人。さばさばした性格で、マークスマンとして事務的かつ迅速に仕事を行う。OSが入れ替えられる前はオリヴィアという名前であり、エルと仲が良かった。その事情を知って、エルと仲良くなる。現在はショートカットだが、オリヴィアの頃はセミロングだった。 オリヴィアの頃はエルから頻繁にセクハラを受けていたらしく、エルと再会した際はオリヴィアと勘違いされあいさつ代わりにセクハラされ驚愕している。
伍堂 シンヤ（ごどう シンヤ）
声 - 楠大典
全世界のターミナルサービス課を統括する部長でタカオの上司。他部署に比べて業務の効率化が進んでいない第1ターミナルサービスに睨みを効かせている。ツカサの両親に頼まれツカサを雇うことになったが、親のコネで雇われた特例であることやコネ入社自体を快く思っていないこと、たとえコネ入社であっても「社に相応しくないと判断されたら容赦なく解雇」とツカサの実父から伝えられていることをツカサに明言するなど厳しく接している。一方で第1ターミナルサービスから新規サービスの提案があった際には無碍にせず、きちんと目を通してから採否を判断するなど部下に対しては公平を心掛けている。ヤスタカと話す際はタメ口であり、会議などではタカオに厳しく接していてもプライベートの時間にはギフティアにもそれなりに気遣いを伺わせる言葉がある。後にアイラのお別れ会が開かれた際には事業所内での開催や飲酒を許可するなど、いつも厳しく接している第1ターミナルサービスに対して粋な対応をとっていた。
岩井 ハジメ（いわい ハジメ）
声 - 田中完
エドワードの所有者の壮年夫婦。回収には快く応じ、エドワードに対する感謝を述べていた。回収作業はミチルとザックが行い、見学の為に同行していたツカサにとってはこれが初めての回収現場となった。
岩井 マリ（いわい マリ）
声 - 宮沢きよこ
エドワードの所有者の壮年夫婦。回収には快く応じ、エドワードに対する感謝を述べていた。回収作業はミチルとザックが行い、見学の為に同行していたツカサにとってはこれが初めての回収現場となった。
エドワード
声 - 江越彬紀
タキシードを着た青年のギフティア。ハジメにはエディと呼ばれる。岩井夫婦に感謝の意を述べた後ザックに回収された。
白花 チヅ（しろはな チヅ）
声 - 鈴木れい子
ニーナの所有者の高齢の女性。回収をかたくなに拒んでいたが、アイラとニーナの会話を立ち聞きしてニーナの自身への思いを知ったことで回収に応じた。
ニーナ
声 - 久野美咲
小学校低学年くらいの少女の容姿のギフティア。チヅの孫代わりとなっている。アイラとの会話の中で、「おばあちゃんを悲しませないためにも自分は回収されなければならない」という幼い外見に似合わない殊勝な発言をする。
木賊 コウヘイ（とぐさ コウヘイ）
ミモザの所有者の青年。自室へ交渉に来たアイラ達と会話をする事も無く逃亡した。これに気付いたアイラはマンションから飛び降り追跡するが、ゴミ捨て場に落下し失敗。その後の回収状況については描写されていない。
ミモザ
20代くらいの女性の容姿のギフティア。コウヘイと逃亡した際には下着姿のままだった。
柳 ユタカ（やなぎ ユタカ）
声 - 山本兼平
マックスの所有者の中年男性。自動車修理工場を経営。アイラの脅迫めいた「交渉」にたじろぎ、同意書へのサインを拒んでいたが、後日ツカサが事情を説明したことで態度を軟化させサインに応じた。
マックス
声 - 斉藤壮馬
中高生くらいの小柄な少年の容姿のギフティア。ユタカの修理工場で働いている。
若苗 ソウタ（わかなえ ソウタ）
声 - 福圓美里
マーシャの所有者のもうすぐ8歳の誕生日を迎える少年。3年前に両親を亡くしており、母親代わりのマーシャに育てられているアンドロイド・チルドレン。彼女の寿命のことを知ってから、彼女に対して冷淡な態度をとっていた。
その後はツカサたちの手助けもあってマーシャと和解したが、闇回収屋の錆鼠に目をつけられマーシャを奪われてしまう。その後はワンダラーとして暴走したマーシャに命を奪われかけたうえに別れのあいさつもできないままマーシャを失ってしまう。コンピュータウイルス銃を撃つしかなかったツカサを激しく責め、ツカサがこの仕事に本気で向き合うきっかけとなった。
マーシャ
声 - 能登麻美子
20代くらいの女性の容姿のギフティア。美人で長身で巨乳。性格は陽気で人懐っこい。ソウタの母親代わりとして彼の面倒を見ている。若苗家に来たのは彼の両親が健在の頃であり、当初は娘代わりとして迎えられた模様。
回収予定日前日に闇回収屋の錆鼠によってさらわれてしまいワンダラーとして暴走。自身をさらった錆鼠を返り討ちにした後はワンダラーの兆候を見せつつも沈静化しつつあったが、タイミング悪くソウタが駆け付けたことで感情が大きく揺れ動いたことによる負担で本格的に暴走を開始してしまう。もはやソウタの首を絞めるなど歯止めが利かない状態になってしまい、ツカサの説得も空しく、最期にはどうしようもなくなったツカサからコンピュータウイルスの銃撃を受けて強制停止し、介錯されてしまった。
支子 ミネコ（くちなし ミネコ）
声 - 山口享佑子
ミラベルの所有者の壮年女性。回収時にはOSを入れ替えた後継続使用のオプションを行使した。以前もそうしたとツカサに述べており、最低でも19年弱ギフティアを所有していることになる。
「魂（OS）が入れ替わっても、私はずっと同じ子だと思って接しているのよ」という達観した思考の持ち主。
ミラベル
声 - 井上遥乃
眼鏡をかけセーラー服を着た、中高生くらいの容姿のギフティア。ぬいぐるみ遊びが好き。OSの入れ替えで再利用されているギフティアで、ミネコの意向で再再利用が決まった。
松葉 リホ（まつば リホ）
声 - Lynn
デレクの所有者の若い女性。管轄の第三ターミナルサービス課の回収を拒み、第一の管轄内に2人で逃亡してきた。程なくしてツカサとアイラとともに捜索していた担当のアンディに見つかり、問答無用で同意書にサインさせられ回収され泣き叫んだ。
デレク
青年のギフティア。リホの恋人役であった。アンディに追いつかれ、悲しみの表情を浮かべつつも黙って回収を受け入れた。
アントニオ・ホリゾン
声 - 中博史
サラの所有者の高齢の男性で、マフィアのボス。サラに人らしいことをさせてあげられなかったことを悔やんでおり、アイラに残り時間の遊び相手をしてほしいと要望した。そしてアイラの提案で彼も一緒にサラとの残り時間を過ごすことになった。
サラ
声 - 高垣彩陽
ショートカットで身長は170cmを超える大柄な20代くらいの容姿の女性のギフティア。アントニオのボディーガードを務めており、彼を「おじいさま」と呼ぶ。回収の際はアントニオをはじめホリゾン一家総出で見送られた。
彼女の回収が、ツカサとアイラのコンビによる最後の回収作業となった。
ルイス
声 - 井上遥乃
秋山チカが所有する、眼鏡をかけた小学生くらいの容姿の大人しい少年のギフティア。
錆鼠（さびねず）
声 - 蓮岳大
ターミナルサービスを騙る闇回収屋。マーシャを誘拐するがワンダラー化した彼女の返り討ちに遭い気絶しているところをアール・セキュリティ社に確保された。
東雲（しののめ）
声 - 三宅健太
闇回収屋の捕獲の為出動したアール・セキュリティ社の隊員。カヅキとは互いに皮肉を言い合う旧知の間柄だが、ギフティアに対するスタンスの違いからその仲は険悪。

## 用語
SAI社 (SION ARTIFICIAL INTELLIGENCE)
高性能アンドロイド・ギフティアの製造元。ツカサが毎日通う大企業。契約満了のギフティアを回収するターミナルサービス等を有する。
ギフティア (GIFTIA)
豊かな表情など高機能な性能を持つ「心」を有するアンドロイド。名称はギフト（GIFT、贈り物）に由来する。「アルマ」と呼ばれる人工知能により、他社のアンドロイドにはない「心」を有する点が大きな特徴となっている。下記のようなアンドロイドとしての欠陥を持つが、他にはない人間的な人格の再現により大きな需要を持つ。
外観や性格は様々で、使用契約によって人間に提供されるパートナー的存在であり、家族・恋人・仕事仲間など多様な形態の関係が築かれているが、「アンドロイド保護法」により人間に準じる存在としての人権が保証されており、人権を無視したと思われる利用はできない。
食事が可能でお茶を飲み過ぎると尿意を催すなど心だけでなく生理機能もあり、人間とほとんど見分けの付かない機能と外観を併せ持つが、身体能力は非常に高い。
電源は充電稼働であり、静止中でも感情の動きによって消耗率が増減する。同様に、人間と同じようにオーバーワークによる心神の消耗や心を殺すほどの行動で身体自体にも影響を及ぼす。人間の範疇としての部分で一部能力を強化調整することができ、動き出してから体感した記憶は全て覚えるものの通信機能など一般の人間を超えるような機能は持たず、人間に極めて近づける意味でのアンドロイドとして極致に値する。
肉体の損傷については、無茶な行動による怪我に値する物は施設によってある程度修復できるが、経年劣化による全体動作の鈍りまで解消するわけではない。
上記のアンドロイドとして欠けているものとしては記憶の忘却が該当する。上記のとおり、ギフティアは自分の体感・思考したあらゆる情報を記憶し続けるが、これらを一切忘れることができない。記憶はオーナーのプライバシーに抵触することから外部で干渉することも不可で、OSもしくは本体ごとの破壊により記憶を全面消去する以外になく「部分的に忘れる」ということは不可能。
81,920時間の耐用期間（耐用年数約9年4か月）を超えると人格や記憶が壊れ出すため、法律により期限前の回収が義務付けられている。そのため、保有者とは使用契約時にその旨の念書を交わすこととなる。また、回収の際にはオーナーのプライバシー保護の観点などから、保有者立ち会いの下でギフティアの機能を停止させる作業を行うことも義務付けられている。なお、耐用期限の間近に臆して直前まで逃亡を図ろうとするオーナーがいる問題もある。
機能を停止したギフティアはSAI社に回収されるが、身体自体は再利用が可能であり、オーナーの希望によってはOS（人格）入れ替えをしたうえでもう一度暮らせるようにするなどのサービスメニューも提供されており、ミネコは2回はそのオプションを行使している。その際、元の記憶は完全に抹消された新たな人格（苦手なものなど感覚自体も違う）、いわゆる別人となり名前も変えられる。一方で、SAI社を騙ってギフティアを回収しようとする闇回収業者の存在が問題視されている。
ターミナルサービス
寿命を迎えつつあるギフティアの回収を担当する窓口部署。そこでは、人とギフティアがコンビを組み回収作業をこなす。
オーナーとの交渉は主に「マークスマン」と呼ぶギフティアが行い、回収対象のギフティアのケアを担当するのは「スポッター」と呼ぶ人間である。
コンビを組むマークスマンとスポッターは同居することが義務付けられているが、他の課の管轄下に出張するときは出先の課員に補助を頼めるため、マークスマン単独で赴くこともある。
回収作業はオーナーが回収同意書にサインをした後、マークスマンと回収対象がペアの指輪をはめてOS完全消去プログラムを起動させ、マークスマンがホログラムとして表示されるスイッチを入れて完了となり、動かなくなったギフティアの体は後処理を担当する別部署に引き渡す。ただし、万が一ギフティアが暴走して危害を加えるようなことがあった場合、そのギフティアは「破壊対象」となり、スポッターはギフティアのOSを破壊する拳銃（動作は後述）の使用が認められる。この拳銃はSAIの社員である人間にのみ使用が許され、ギフティアは使用できない。
スポッターはマークスマンの監視役としての意味があり、相棒であるマークスマンが寿命を迎える際には自ら回収同意書にサインした上で回収作業を行う。その際の同意書は一般のものとは異なり、マークスマンが記憶した情報を社外に漏らさず顧客の情報を守ることを誓約する。
全世界で29の支局がある。大抵の支局は企業としての効率優先が当たり前であり、回収時期を迎えたギフティアを手早く回収する（逃亡者がいる場合は追跡により捕縛後、強引に停止作業を行う）が、以下の第1ターミナルサービスは他支局とは業務方針が大幅に異なる。
第1ターミナルサービス
ツカサの所属するターミナルサービスの支局で、極東地区を担当する。オフィスは巨大なSAI社の本社ビルの裏手にあり、施設自体は古い。
業務方針はアイラが作り上げた「ギフティアのオーナーの心のケアも徹底する」。というのも、ここの支局員は自らの業務を「思い出を引き裂く仕事」と呼び心を痛めており、その方針通りオーナーとギフティアの別れをできる限り悲しいものにしないよう務めている。ミチル曰く「ここまで気を使っているのはウチぐらいのもの」。このこともあってか他支局よりコストが5倍かかっているといい、部長のシンヤに目を付けられている。
ユニットテスティングルーム
ギフティアの身体能力を調査・測定するため、SAI社本社ビル内に設置されたプール型のテスター。水槽内に様々な仕掛けがあり、トレーニング施設にもなっている。
アンドロイド・チルドレン
何らかの事情で両親と別れ、ギフティアが親代わりとなって育てられた子供。ミチルもその一人。
ワンダラー
耐用期間を超え、人格と記憶が崩壊してしまったギフティアを指す。人間で言う狂人状態ともいえ、ワンダラーとなったギフティアは動物的で本能的な行動しか取れなくなり、周囲からの影響によって行動するのを予想しづらく、徘徊や最悪の場合は人間を殺傷するなど、社会にとって害となる存在と化してしまう。身体能力のリミッターも解除されてしまっており、非武装の人間が対抗するのは困難を極める。そのため、ワンダラーとなる前にギフティアを回収することがターミナルサービスの至上任務である。
なお、ギフティアはあくまで人間的なアンドロイドなため、本人やオーナーへの「人権」への配慮から、第三者が位置情報を確認できる、GPSなどの機能は実装されておらず（アンドロイド保護法）、行方不明となったギフティアの捜索は通常の人間に対する捜索と同様の困難を伴う。
ワンダラー化した暴走ギフティアを止めるためには、マークスマンであるギフティアの手腕での押さえ込みか、以下のアール・セキュリティ社による鎮圧かで試みる。どうすることも出来なくなったりワンダラーがオーナーに危害を加える事態に陥ったりした場合はスポッターが緊急の最終手段として光線銃型発射機（前述の拳銃）からソフトウェア破壊プログラムを撃ち込むことで強制的に機能停止させることになり、マーシャの案件でツカサがこの銃撃を余儀なくされてしまった。
アール・セキュリティ社
SAI社と業務提携している民間警備会社。自動小銃などで武装しており、ワンダラーと化したギフティアが出た場合にこれらを使用した破壊をいとわない鎮圧任務にあたるが、第1ターミナルサービスの支局員からは「ギフティアをモノとしてしか見ていない集団」として毛嫌いされている。

## スタッフ
- 原作・脚本 - 林直孝
- 監督 - 藤原佳幸
- キャラクター原案 - okiura
- キャラクターデザイン・総作画監督 - 中島千明
- プロップデザイン・総作画監督 - 菊池愛
- メカニカルデザイン - 谷裕司
- メインアニメーター - 渡邉祐記、山崎淳
- 美術設定 - 高橋武之
- 美術監督 - 川口正明
- 色彩設計 - 石黒けい
- 撮影監督・モニターグラフィックス - 桒野貴文
- 3DCG - 渡邉悦啓
- 編集 - 平木大輔
- 音響監督 - 土屋雅紀
- 音響効果 - 小山恭正
- 音楽 - 横山克
- 音楽制作 - MAGES.
- 音楽プロデューサー - 村上純
- プロデューサー - 鳥羽洋典、田中文啓、小荒井孝典、斎木隆、小柳路子、西出将之、南寛将、金庭こず恵、大和田智之、鎌田肇
- アニメーション制作 - 動画工房
- 製作 - アニプレックス、ブシロード、KADOKAWA アスキー・メディアワークス、MAGES.、朝日放送、AT-X、ムービック、日本BS放送、動画工房

## 主題歌・挿入歌
オープニングテーマ「Ring of Fortune」
作詞 - 林直孝 / 作曲・編曲 - 千葉"naotyu-"直樹 / 歌 - 佐々木恵梨
第1話では未使用。第8話ではエンディングテーマとして使用された。
エンディングテーマ「朝焼けのスターマイン」
作詞 - 林直孝 / 作曲 - 石田秀登 / 編曲 - Tak Miyazawa / 歌 - 今井麻美
第1話(TV放映及び配信版)では未使用。第8話では挿入歌として使用された。
また、ゲーム版でも挿入歌及び一部ルートのエンディングテーマとして使用されている。
挿入歌
「again & again」(第1、7、13話)
作詞 - 五阿弥瑠奈 / 作曲・編曲 - 横山克 / 歌 - メロディ・チューバック
第1話(TV放映及び配信版)では本編内にEDクレジットを挿入する形でエンディングテーマとしても使用された。
また、ゲーム版でも挿入歌として使用されている。
「好きなので。」（第10話）
作詞 - 林英樹、林直孝 / 作曲・編曲 - 横山克 / 歌 - アイラ（雨宮天）
ゲーム版でも挿入歌として使用されている。

## エピソードリスト
| # | タイトル                     | 絵コンテ   | 演出       | 作画監督 |
| --- | ---------------------------- | ---------- | ---------- | --- |
| #01 | はじめてのパートナー         | 藤原佳幸   | 藤原佳幸   | 中島千明、菊池愛 |
| 主人公・ツカサは駆け込んで乗ったエレベーターの中、どこか儚げに外を眺める一人の少女に出会う。SAI社への入社初日、ツカサはターミナルサービスのオフィスへ配属され、先輩社員のカヅキからギフティアの知識を教わる。本来ならば人間とギフティアがペアになり、耐用年数が迫ったギフティアの回収の仕事をこなすはずなのだが、新入社員がいないと認識していたカヅキはツカサとペアになるギフティアを用意していなかった。そんな中、お茶の差し入れにやってきたギフティア・アイラがツカサのパートナーに選ばれる。ツカサは教育係に選ばれたミチルと彼女のパートナーのザック、そしてアイラと共にギフティアの回収任務へ向かう。初めてギフティアの回収任務を見たツカサに対して、ミチルは回収するにあたって順守すべき法律を伝える。その後、アイラを中心に回収作業をしようとするが、彼女の暴走で問題を引き起こしてしまう。 数日後、耐用期限が迫ったギフティアであるニーナ（声 - 久野美咲）を回収する任務において、アイラは何度も所有者の白花チヅ（声 - 鈴木れい子）へ説得を試みようとするが、チヅの頑固な性格を前に門前払い続きとなる。そんな中、アイラをシャワーに勧めたニーナとアイラとの会話を聞いたチヅは、ニーナとの別れを惜しみながらも回収作業に立ち会い、今まで彼女が齎してくれた貴重な時間に対するお礼を言い、ニーナを送り出した。 |                              |            |            | |
| #02 | 足を引っ張りたくないので     | 菅原静貴   | 菅原静貴   | 渡邉祐記 |
| ツカサとアイラは自動車修理工場に赴き、そこで働くギフティア・マックス（声 - 斉藤壮馬）の回収を行おうとするが、アイラが脅迫じみた挨拶をしたために逃げられてしまう。ツカサとアイラはこれで3度も同じようなミスをしており、そのことでツカサは「だからコネ入社の新人はダメなんだ!」とミチルに嫌味を言われてしまう。そんな中、ツカサはアイラが毎日のようにトレーニングに勤しんでいることを知る。ベテラン社員・ヤスタカによれば、本来はそのようなトレーニングはギフティアにとってさほど意味を成さないとのことだが、アイラはツカサの足を引っ張りたくない一心でトレーニングをしていると語った。ツカサはそんな彼女のために業務マニュアルを作成し、業務の改善を試みた。その試みは功を奏し、マックスとそのオーナーである柳ユタカ（声 - 山本兼平）の誤解を解くことができ、無事にマックスの回収を終えることができた。 一方、ヤスタカはカヅキに対して「アイラの寿命が2000時間程度しか残されていないのに、なぜそれを言わずにツカサに託したのか」と問いを投げかけていた。 |                              |            |            | |
| #03 | 同棲はじめました             | 木村泰大   | 木村泰大   | 山崎淳 |
| 「スポッターとマークスマンは一緒に暮らす」という社内規則を聞かされたツカサは、アイラの部屋に同居することになった。だが、自室でのアイラは社内で一緒に過ごす時よりもさらに無口で、うまくコミュニケーションが取れない。アイラともっと信頼関係を深めたいツカサは様々な方法で彼女の気をひこうとするが、どれも空回りに終わる。一計を案じたツカサは「普段世話になっている人へのプレゼントを買うのを手伝って欲しい」という名目でアイラとショッピングに出かけ、最後に「本当はアイラと思い出を作りたい」と打ち明けた。だが、それを聞いたアイラはそっけない態度に戻り、その場を走り去ってしまう。 意気消沈するツカサが帰宅すると、アイラがずっと部屋の前で待っていた。ツカサは「いらなければ捨ててもいいから」と、遊園地で買ってきた小さなキーホルダーを渡した。アイラは返礼として、その日一緒に買ってきた茶葉でツカサにお茶を淹れ、ささやかなティータイムを楽しんだ。 |                              |            |            | |
| #04 | うまく笑えなくて             | 福田道生   | 飯野慎也   | 伊藤晋之 |
| ツカサとアイラの次の回収対象は、小学生の若苗ソウタ（声 - 福圓美里）の母代わりになっているギフティア・マーシャ（声 - 能登麻美子）。若苗家を訪れるなり、ソウタは「要らないからさっさと回収していって」と、すぐに回収同意書にサインしようとする。ツカサは一旦同意書を引っ込め、マーシャとソウタに事情を尋ねる。ソウタの両親は彼が幼い頃に亡くなり、彼には両親と過ごした記憶がほとんど無かった。だが、マーシャにはその頃の思い出があり、ソウタはそのことでコンプレックスを抱いていたのだった。 ちょうどソウタの誕生日が近いことを知ったツカサたちは、マーシャと一緒に彼の誕生日パーティーを企画し、ミチルたちも巻き込んでソウタの母が得意だったケーキを作ることにする。それを口にしたソウタはようやく心を開き、これまでマーシャに悪態をついてきたことを涙ながらに謝罪し、彼女がいなくなった後もしっかり生きていくことを誓う。 そして回収日の前日、SAIの社員を名乗る中年男性が若苗家を訪問する。だがその男は、SAI社の名を騙ってギフティアを回収する闇回収業者だった。 |                              |            |            | |
| #05 | 守りたかった約束             | 福田道生   | 野木森達哉 | 東島久志 |
| マーシャは買い物から帰宅する途中で闇回収業者に襲われ、監禁されていた。彼女の耐用期間はあと24時間しか残されておらず、それを過ぎるとワンダラーと化してしまう危険があった。第1ターミナルサービスは全支局員を動員して捜索を開始するが、それと同時に本社の指示で民間警備会社のアール・セキュリティ社も動き出す。彼らとは3年前にワンダラーを巡る事件で遺恨があった。カヅキは隊員の一人、東雲（声 - 三宅健太）と交渉し、闇回収業者のアジトを割り出すが、マーシャはそこから単独で逃げ出していた。カヅキはマーシャがワンダラーになったと判断し、彼女の破壊（＝強制停止）を決断する。 その直後、ツカサとアイラは遂にマーシャを発見するが、時既に遅くワンダラーとなってしまっており、アイラを負傷させてソウタを殺害しようとする。ツカサは最後まで諦めずマーシャを説得しようとするが、ソウタの危機を看過出来なくなり、ギフティアのソフトウェアを破壊して強制停止させる銃のトリガーを引いてしまう。 |                              |            |            | |
| #06 | 2人で、おかえり              | 藤原佳幸   | 藤原佳幸   | 三島千枝、一ノ瀬結梨、谷口元浩 |
| マーシャを巡る事件は、ツカサが彼女を強制停止させたことで決着した。アイラは怪我を治すために短期間の入院を余儀なくされる。その期間中、アイラは自分がうまく動けず、ツカサにトリガーを引かせてしまったことを悔やむが、何事もなかったかのように笑顔を浮かべるツカサを見て、「何故ツカサは笑っていられるのか」と疑問を抱き、同時に彼に特別な感情を持ったことをエルとミチルに打ち明ける。エルはそれを恋心だと教え、ミチルは「ツカサは悲しいから笑っているのかもしれない」と告げる。 そして入院期間が明け、寮に戻れることになったアイラは、帰りが遅いツカサをオフィスに迎えに行く。そこではちょうどカヅキがツカサに「アイラは残り1000時間しか寿命が残っていない」と告げていた。このままペアを組み続けるか、解消するかの選択を迫られたツカサは、最後までアイラと一緒にいることを力強く宣言する。それを部屋の外で聞いていたアイラは晴れ晴れとした気持ちで先に寮に戻り、帰宅したツカサを、これまで見せたことのない最高の笑顔で出迎えるのだった。 |                              |            |            | |
| #07 | 上手なデートの誘い方         | 木村泰大   | 木村泰大   | 橋口隼人、加藤壮、伊藤晋之、八木明、渡邉祐記、山崎淳                                                                               |
| 少しでもアイラとの思い出を作りたいツカサは、彼女とデートすることを決意する。誘うタイミングを何度か逸しながらもアイラとの約束を取り付けたツカサは、意気揚々と仕事に取り組む。一方でアイラもエルやミチルにデート指南を受け、唯一持っているよそ行きの服を仕立て直してもらい、その日に備えるのだった。 デート当日の朝、ツカサは寒気と熱っぽさを感じるが、それを無視してアイラと遊園地へのデートに出かける。アイラは遊園地にある一つのベンチにツカサを案内し、そこでかつてはカヅキと共に様々な人々の笑顔を見て過ごしていたこと、彼女とのペアを解消した場所であることを打ち明ける。さらに、アイラが遊園地の遊具で遊んだことはないと聞いたツカサは、一緒に園内の様々な遊具にアイラを案内する。 そして最後に観覧車に乗っている最中、ツカサは無理がたたって気を失ってしまう。再び目覚めた時には自宅のベッドに寝かされており、アイラがずっと付き添っていた。ツカサは最後に倒れてしまったことを謝り、アイラと「また一緒にデートに行こう」と約束しあうのだった。 |                              |            |            | |
| #08 | 知らない花火                 | 山崎みつえ | 山崎みつえ | 高橋沙妃 |
| 少女型のギフティア・ミラベル（声 - 井上遥乃）の回収同意書への署名をもらうため、オーナーのミネコ（声 - 山口享佑子）の家を訪ねたツカサは、滞り無く署名をもらうことができた。回収後のオプションを提示されたミネコは、迷うことなく「人格入れ替え後、もう一度一緒に過ごす」ことを選択した。数日後、第3ターミナルサービスの支局員であるギフティア・アンディ（声 - 小松未可子）が第1ターミナルサービスに出張にやってきた。アンディの姿を見たエルは、かつての親友であったギフティア・オリヴィアと再会できたと大喜びするが、アンディはそのオリヴィアが回収された後、人格を入れ替えられて生まれた存在だった。 その一件を通じて友人となったエルとアンディは、エルの地元で行われるカーニバルに一緒に行くことになった。だが、エルは「2人だけだとオリヴィアとの思い出が蘇って辛いので、一緒に来てほしい」と、ツカサにも声をかける。ツカサはアイラに打ち上げ花火を見せてあげたいという思いもあり、一緒に行くことにする。 カーニバル当日、エルはアンディと過ごす中で、彼女とオリヴィアは違う存在だと割り切り、新しい思い出を一緒に作っていくという決意を固める。ツカサもそれを聞いて奮起し、アイラが好きだからずっと一緒にいたいと一世一代の告白をする。しかし、アイラは真っ赤になって「無理です!」と叫んでしまい、ツカサの告白は失敗に終わった。 |                              |            |            | |
| #09 | 祭りの後                     | 上坪亮樹   | 木野目優   | 村上竜之介、﨑口さおり、東島久志、福田さちこ、針場裕子、袖山麻美、八木明                                                           |
| 告白を断られたツカサは無気力になり、何もかも手に付かない状態になってしまった。告白を断った理由をミチルに尋ねられたアイラは、気が動転して何を言っていいのかわからなかったと答える。ミチルは2人の気持ちを整理させるため、短期間別室で暮らすように言い渡す。その間に告白当時の状況をアイラから聞き出したミチルは、アイラがツカサに恋心を抱いていると確信し、彼女を応援すると請け負う。だが、アイラは自分があと1か月の寿命であることをミチルに打ち明け、だからこそ自分はツカサから離れなければならないと言い出す。 それを聞いたミチルはツカサに、アイラの寿命のことを知っていて告白したのか、ツカサがやろうとしていることは最も辛いことだと食って掛かった。それでもなお、ツカサはすべてを受け入れた上でアイラと最後まで歩む覚悟を決めていた。ミチルはそれを知り、改めて二人の恋を応援すると宣言する。しかしその夜、ツカサとアイラの部屋にカヅキが現れ、2人のコンビを解消するという業務命令を下す。 |                              |            |            | |
| #10 | もう、パートナーじゃない     | 福田道夫   | 野木森達哉 | 菊池愛、高橋沙妃、武藤幹、曾我篤史、八木明、丸山修二、渡邉祐記                                                                     |
| カヅキは「社内恋愛禁止」という理由でツカサとアイラのコンビを解消させたが、それはとっさの嘘で、アイラを説得してツカサとの気持ちに正直になるようにするためだった。翌朝からアイラはカヅキと再びペアとなり、マフィアのボスであるアントニオ（声 - 中博史）が所有するギフティア・サラ（声 - 高垣彩陽）の回収に向かう。アントニオはサラにずっとボディガード役ばかりさせてしまい、人間らしく遊ばせてやれなかったことを気にかけており、回収期日までの1週間の間、アイラに遊び友達になってほしいと希望する。アイラは「アントニオも一緒に遊ぶ」という条件の元でこれを快諾し、アントニオとサラは最後の1週間を楽しく過ごし始める。 仕事が終わった後、カヅキは「何故サラとアントニオと一緒に過ごさせる提案をしたのか」とアイラに尋ねる。それに対してアイラは「人は好きな人と最後まで一緒にいたいものだから」と答えた。カヅキは、それはアイラとツカサにも当てはまることだと言い聞かせ、もう一度よく考えて答えを出せと説得する。アイラはその晩「自分がツカサから離れたら、ツカサの中には辛い思い出だけが残る」と思い直し、同時に自分もツカサが好きだと答えを出した。そして翌朝、アイラは第1ターミナルサービスの全員が見守る中でツカサに愛を告白し、ツカサもそれを優しく受け入れるのだった。 |                              |            |            | |
| #11 | オムライスの日               | 山崎みつえ | 山崎みつえ | 袖山里都、中本尚 |
| ついに職場公認で恋人同士になったツカサとアイラだったが、緊張のあまり会話がたどたどしくなることにお互い悩んでいた。第1ターミナルサービスの面々や、アントニオの家を訪ねた際にサラからアドバイスを受けた2人は、一緒にオムライスを作ることにする。その日の帰り道、ツカサとアイラは初めて手をつなぐ。そして、帰宅後に一緒に作ったオムライスは、形は少し崩れていたが味は良くできていた。 このことを通じて、ツカサとアイラは恋人同士になる前のように気軽に話すことができるようになり、より親密になることができた。そして寝る前、アイラはその日のできごとを「明日もツカサと一緒に特別な時間を過ごせたらいいな」と日記に書きとめるのだった。 |                              |            |            | |
| #12 | 想い出が埋まってく           | 入江泰浩   | 木村泰大   | 山崎淳、八木明、保村成、高橋沙妃、久保茉莉子、菊池愛                                                                               |
| アイラの回収期日が刻一刻と迫る中、アイラは「このまま眠ったら、自分はもう目覚めなくなるのではないか」という不安に襲われていた。翌朝にツカサとアイラが出勤すると、同僚や上司から映画のチケットや旅行のパンフレットなど、様々なプレゼントを渡された。それは、2人で居られる時間が残り僅かなツカサとアイラに、少しでも楽しい時間を過ごしてもらいたいという心遣いだった。2人は次の日に休暇をとって映画を見に出かけ、その帰り道に「最後まで、いつも通りの日常を過ごそう」と決める。そしてある日、カヅキはツカサを呼び出し、一枚の書類を手渡す。それはアイラの回収同意書だった。アイラは「ツカサにサインして欲しい」と望み、ツカサはしっかりと自分の名前を書き記す。 次の日は、2人が担当する最後の仕事であるサラの回収を行う日だった。アントニオ一家が別れを惜しむ中、サラは安らかに眠りについた。その直前、アイラがサラの耳元で何かをささやき、サラがそれに「あなたも」と答えるのをツカサは見ていた。 仕事を終えた2人がオフィスに戻ると、アイラの慰労会の準備が整えられていた。アイラは楽しい時間を過ごし、ツカサと一緒に家路につく。ツカサはアイラに、回収作業の際に何をギフティアにささやきかけているのかを尋ねる。アイラはそれに対して「大切な人と、いつかまた巡り逢えますように」と答えた。 |                              |            |            | |
| #13 | いつかまた巡り会えますように | 藤原佳幸   | 藤原佳幸   | 中島千明、渡邉祐記、山崎淳、八木明、中本尚、菊永千里、海保仁美、高橋沙妃、菊池愛、市原圭子、伊藤大翼、丸山修二、東島久志、中野裕紀 |
| ついにアイラの回収期日がやってきた。ツカサとアイラは朝早くから起きだし、2人で朝日を眺め、部屋の掃除をし、職場に顔を出すなどいつも通りの日常を送る。だが、2人が職場に来ることを読んでいたカヅキがアイラの身分証を取り上げ、追い出してしまう。それは、最後までツカサと一緒に幸せな時間を過ごさせるための、第1ターミナルサービス全員を代表しての気遣いだった。 2人はハーブに水をやった後、最後のデートの場所として遊園地を選び、全てのアトラクションを制覇し、色々な出店を回ってスイーツを楽しみ、心ゆくまで思い出を作った。そしてついに閉園の時間になるが、アイラは観覧車の係員にかけあって、特別に貸し切りで乗せてもらう許可を得た。 出会ってからの思い出を語り合いながら、お互いの好きな点を代わりばんこに言い合う中、ツカサはついにアイラの目の前で初めての涙を見せる。そんなツカサを優しく慰めながら、アイラはツカサにギフティアを眠らせる指輪を差し出し「最後の場所は、ここがいい」と望む。ツカサはアイラがそうしていたように「大切な人と、いつかまた巡り逢えますように」と語りかけながら、最初で最後のキスを交わし、アイラは安らかな寝顔を浮かべて眠りについた。全てが終わった後、2人を迎えに来ていたカヅキはツカサの頑張りを褒め称え、ツカサはアイラの身体を抱きしめて涙を流す。その頃、第1ターミナルサービスの面々も、アイラがそれぞれに宛てた手紙を読みながら涙ぐみ、彼女との別れを惜しんでいた。 アイラとの別れから9か月後、ツカサは長期出張から戻り、第1ターミナルサービスに復職する。そして、彼の新しい相棒となるギフティアがカヅキから紹介された。ツカサはその手を取り、晴れ晴れとした顔で優しく握手をかわすのだった。 |                              |            |            | |

## 放送局
| 放送期間               | 放送時間                     | 放送局       | 対象地域   | 備考                                   |
| ---------------------- | ---------------------------- | ------------ | ---------- | -------------------------------------- |
| 2015年4月5日 - 6月28日 | 日曜 0:30 - 1:00（土曜深夜） | TOKYO MX     | 東京都     |                                        |
|                        |                              | とちぎテレビ | 栃木県     |                                        |
|                        |                              | 群馬テレビ   | 群馬県     |                                        |
|                        |                              | チバテレ     | 千葉県     |                                        |
|                        |                              | テレ玉       | 埼玉県     |                                        |
|                        |                              | tvk          | 神奈川県   |                                        |
|                        |                              | BS11         | 日本全域   | BS放送 / 製作局 / 『ANIME+』枠         |
|                        |                              | AT-X         | 日本全域   | CS放送 / 製作局 / リピート放送あり     |
| 2015年4月8日 - 7月1日  | 水曜 0:20 - 0:50（火曜深夜） | 三重テレビ   | 三重県     |                                        |
|                        | 水曜 1:00 - 1:30（火曜深夜） | 岐阜放送     | 岐阜県     |                                        |
| 2015年4月9日 - 7月2日  | 木曜 2:14 - 2:44（水曜深夜） | 朝日放送     | 近畿広域圏 | 製作局 / 『水曜アニメ〈水もん〉』第1部 |

2022年9月28日から12月21日にBS松竹東急で水曜23:30-24:00放送。また2023年4月20日から7月13日まで木曜23:30-24:00再放送。
| 配信期間               | 配信時間           | 配信サイト         | 備考                            |
| ---------------------- | ------------------ | ------------------ | ------------------------------- |
| 2015年4月9日 - 7月2日  | 木曜 22:00 - 22:30 | ニコニコ生放送     |                                 |
|                        | 木曜 22:30 更新    | ニコニコチャンネル | 第1話無料、第2話以降1週間無料。 |
| 2015年4月10日 - 7月3日 | 金曜 12:00 更新    | バンダイチャンネル | 第1話無料、第2話以降1週間無料。 |
|                        |                    | GYAO!              | 第1話無料、第2話以降1週間無料。 |
|                        |                    | dアニメストア      |                                 |

## BD / DVD
| 巻 | 発売日         | 収録話          | 規格品番      | 規格品番      | 規格品番   |
| 巻 | 発売日         | 収録話          | BD限定版      | DVD限定版     | DVD通常版  |
| -- | -------------- | --------------- | ------------- | ------------- | ---------- |
| 1  | 2015年6月24日  | 第1話           | ANZX-11321/2  | ANZB-11321/2  | ANSB-11321 |
| 2  | 2015年7月22日  | 第2話 - 第3話   | ANZX-11323/4  | ANZB-11323/4  | ANSB-11323 |
| 3  | 2015年8月26日  | 第4話 - 第5話   | ANZX-11325/6  | ANZB-11325/6  | ANSB-11325 |
| 4  | 2015年9月30日  | 第6話 - 第7話   | ANZX-11327/8  | ANZB-11327/8  | ANSB-11327 |
| 5  | 2015年10月28日 | 第8話 - 第9話   | ANZX-11329/30 | ANZB-11329/30 | ANSB-11329 |
| 6  | 2015年11月25日 | 第10話 - 第11話 | ANZX-11331/2  | ANZB-11331/2  | ANSB-11331 |
| 7  | 2015年12月23日 | 第12話 - 第13話 | ANZX-11333/4  | ANZB-11333/4  | ANSB-11333 |

## Webラジオ
『ミチルとザックのプラメモラジオ』のタイトルでHiBiKi Radio Stationにて2015年3月27日から7月31日まで配信されていた。毎週金曜日に更新。パーソナリティは赤﨑千夏（絹島ミチル役）と矢作紗友里（ザック役）が務めた。

## コミカライズ
『プラスティック・メモリーズ Say to good-bye』のタイトルで2015年4月27日にKADOKAWA アスキー・メディアワークスより全編書き下ろしの単行本第1巻が発売され、その続きが同30日発売の『電撃G'sコミック』（同社）Vol.13より連載開始された。作画は祐佑。ミチルを主人公とした作品で、第1巻はアニメの前日譚、それ以降はミチルの視点からアニメ本編のストーリーを描いたものとなる。
- 林直孝（原作）・祐佑（作画） 『プラスティック・メモリーズ Say to good-bye』 アスキー・メディアワークス 〈電撃コミックスNEXT〉、全3巻
  1. 2015年4月27日発売、ISBN 978-4-04-865084-7
  2. 2015年11月27日発売、ISBN 978-4-04-865529-3
  3. 2016年9月27日発売、ISBN 978-4-04-892167-1

## ノベライズ
『プラスティック・メモリーズ -Heartfelt Thanks-』のタイトルで2016年9月10日にKADOKAWA アスキー・メディアワークスより発売された。著者は原作者の林直孝、イラストはコミカライズも担当している祐佑。「はじまりの場所」「捨てられたギフティア」「機械仕掛けの歌姫」「ターミナルサービスの在り方」「親友の想い出」の5編を収録。
- 林直孝（原作・著）・祐佑（イラスト） 『プラスティック・メモリーズ -Heartfelt Thanks-』 アスキー・メディアワークス 〈電撃文庫〉、既刊1巻（2016年9月現在）
  - 2016年9月10日発売、ISBN　978-4-04-865409-8

## ゲーム
2016年5月に製作・発売が発表された。PlayStation Vita用（PlayStation Vita TV対応）ソフトとして2016年10月13日に発売された。
プレイヤーはSAI社のターミナルサービス課に配属された青年・水柿ツカサとして、アンドロイドのギフティアを回収する業務を遂行していく。シナリオはアニメ版に準拠したルートの他、ゲームオリジナルのシナリオルートを選ぶことも可能。アイラとの最後の1か月を過ごすシナリオ、ミチル・カズキ・シェリー・エルのエピソードが描かれたシナリオなどが存在し、エンディングも変化する。
テーマソングはゲームオリジナル。オープニングは佐々木恵梨の歌う「Last Diary」、エンディングテーマは今井麻美が担当する「Reunion 〜Once Again〜」。
また、早期購入特典として、ゲーム内で使用できる『アイラの着せ替え衣装「チャイナドレス」＆デートシナリオ』のダウンロードコードが封入される。さらに限定版にはアイラのSDフィギアが同梱される。

### 登場人物（ゲーム）
ゲーム版ではアイラの過去に関わる新キャラクターも登場する。
チェルシー
声 - 木野日菜
ギフティアの少女。亜麻色のショートヘアの元気な少女だったが、寿命のため4年前にアイラに回収された。
淡藤 サキコ（あわふじ サキコ）
声 - 佐久間紅美
チェルシーの所有者。死んだ娘の代わりにチェルシーを溺愛していた。先述のノベライズにも登場するが、再会する経緯、時期が異なっている。
萌葱 ユウ（もえぎ ユウ）
声 - 本多真梨子
ギフティアの人工知能「アルマ」の開発者の女性。SAI社の元社員だが、引退している。飄々とした性格の科学者。